# Dachverband Osteologie
Der Dachverband Osteologie e. V. (DVO) ist der interdisziplinäre Zusammenschluss aller wissenschaftlichen Fachgesellschaften in Deutschland, Österreich und der Schweiz, die sich mit den Erkrankungen des Knochens befassen.
Der Verband gibt Leitlinien wie z. B. die DVO Leitlinie Osteoporose sowie Stellungnahmen zu aktuellen Themen, z. B. neuen Medikamenten heraus.
Der DVO gestaltet jährlich den Fachkongress OSTEOLOGIE. Der Kongress informiert umfassend über aktuelle Entwicklungen in der Osteologie mit thematischem Schwerpunkt auf der Osteoporose. Durch seine interdisziplinäre Herangehensweise an die vielfältigen osteologischen Themenkomplexe ist der Kongress sowohl für die Forschung als auch für die medizinische Praxis von großem Nutzen. Ein zentrales Anliegen des Fachkongresses ist die Förderung des wissenschaftlichen Nachwuchses in der Osteologie. Der DVO zeichnet jährlich Forschungsvorhaben aus.
Des Weiteren gibt der Verband vierteljährlich als offizielles Organ des Dachverbandes die Fachzeitschrift Osteologie/Osteology beim Georg Thieme Verlag heraus. Unter  anderem mit Übersichts- und Originalarbeiten zum aktuellen Wissen über osteologische und orthopädische Fragestellungen.  Der Georg Thieme Verlag verleiht in diesem Zusammenhang jährlich den mit 1000 Euro dotierten Thieme Osteologie Preis (früher Schattauer Osteologie Preis) für den "Artikel des Jahres".
Der Dachverband bündelt die Interessen folgender osteologischer oder auch mit der Osteologie befasster Gesellschaften (Stand 2024):
- Arbeitsgemeinschaft Knochentumoren (agkt)
- Bundesverband der Osteologen Deutschland (BVOD), Sektion Versorgungsforschung
- Deutsche Akademie der osteologischen & rheumatologischen Wissenschaften (DAdorW)
- Deutsche Gesellschaft für Endokrinologie (DGE), Sektion Knochenstoffwechsel
- Deutsche Gesellschaft für Geriatrie (DGG)
- Deutsche Gesellschaft für Gynäkologie und Geburtshilfe (DGGG)
- Deutsche Gesellschaft für Implantatologie (DGI)
- Deutsche Gesellschaft für Mund-, Kiefer- und Gesichtschirurgie (DGMKG)
- Deutsche Gesellschaft für Muskuloskelettale Radiologie (DGMSR)
- Deutsche Gesellschaft für Orthopädie und Orthopädische Chirurgie (DGOOC) – Sektion Osteologie
- Deutsche Gesellschaft für Osteologie (DGO)
- Deutsche Gesellschaft für Rheumatologie und Klinische Immunologie (DGRh)
- Deutsche Gesellschaft für Unfallchirurgie (DGU), Arbeitskreis Osteologie
- Deutsche Menopause Gesellschaft (DMG)
- Interdisziplinäre Gesellschaft für orthopädische und unfallchirurgische Schmerztherapie (IGOST) – Sektion Osteologie
- Orthopädische Gesellschaft für Osteologie (OGO)
- Österreichische Gesellschaft für Implantologie in der Zahn-, Mund und Kieferheilkunde (ÖGI)
- Österreichische Gesellschaft für Knochen und Mineralstoffwechsel (oegkm)
- Österreichische Gesellschaft für Rheumatologie und Rehabilitation (ÖGR)
- Schweizerische Gesellschaft für Rheumatologie (SGR)
- Schweizerische Vereinigung gegen die Osteoporose (SVGO)